# 豹式戰車
五號戰車 豹式（德語：Panzerkampfwagen V Panther）是第二次世界大戰中納粹德國所製造的中戰車。制式編號為Sd.Kfz.171。其後，由於「五號戰車（V號戰車）」這個名稱被廢除，所以在後來以「豹式戰車（Pz.Kpfw. Panther）」作為制式名稱。

## 開發
雖然豹式的編號（V號戰車）為在VI號戰車（虎I）之前，但是在實際上其計劃及設計均在虎I之後。在德蘇戰爭開始及期間，由於受到德國戰車在（火砲穿甲力，裝甲防護力與越野）性能上無法對抗T-34而引起的衝擊，因此古德里安將軍下令對T-34進行調查。後來，派遣了一個名為「戰車委員會（Panzerkommission）」的調查團前往東部戰線，並對T-34進行評估，而該委員會發現T-34有以下優點：
1. 採用了斜面（Glacis plate）的概念並設有傾斜裝甲[5]
2. 使用較寬的履帶（接地面積大），提高了在鬆軟泥地上行駛時的機動性
3. 裝備了76.2毫米砲，與同世代的戰車（37~50毫米）比較下，其口徑及威力均佔優[5]

以上3個重要特徵即為對T-34評估後作出的結論。因此豹式的出現，可說無疑是為了對抗T-34而製造。
於1941年11月末戴姆勒-賓士與猛獅接到了對30至35噸級新型中戰車VK3002進行設計的訂單，而設計限期則為1942年4月。
兩間公司在1942年4月各自的提案中，戴姆勒-賓士公司所設計的，幾乎是T-34的摹仿品，戴姆勒-賓士公司務求做到在車身、炮塔、柴油發動機、駕駛系統、懸吊系統及履帶等方面類似蘇軍T-34坦克的設計，从而获得了和T-34一样优异的可生产性。而MAN公司的設計則符合了德國傳統的戰車設計思維：在大而寬的車身上安裝一個堅固的炮塔、一個汽油發動機、採用扭力棒的懸吊系統，主动轮在前方，动力杆懸吊系統使得车身高大並賦予了典型德國坦克的大车内空间。儘管希特勒打算採用戴姆勒-賓士公司的設計，但最後卻由MAN公司扭转局面，其設計更改后在1942年5月被希特勒批准；主要的原因是它能使用萊茵金屬公司设计的现成炮塔，而戴姆勒-賓士坦克的炮塔卻需要重新設計生產。戴姆勒-賓士設計被淘汰的另一個原因是戰場識別問題（其外形輪廓與T-34非常神似，恐怕將導致誤擊）。戴姆勒-賓士的豹式是為可生产性牺牲性能优势，这种坦克适合于消耗战而不是德军当时进行的闪电战。因此由MAN公司提案設計的豹式坦克試作型在1942年9月出爐，經過測試後受到軍方採用，戴姆勒-賓士生產的兩輛樣車作為實驗用途。最終定案的坦克在同年12月才正式投產。德國對此坦克的需求量甚大，因此在1943年以後，豹式坦克的生產不再是MAN公司的專利，並開始由戴姆勒-賓士公司、MNH公司、HS公司分擔生產。根据JENTZ的书,一辆豹式生产的工时为两千小时。（不过这个数据不太可靠，比较接受的数据是20,000工时）
製造期間發現設計的許多問題，包括引擎馬力無法負荷車身所增加的額外重量、冷卻系統的設計不良導致引擎容易起火、路輪的外緣強度不足導致容易脫落等。MAN公司初期預計一個月能夠生產250輛豹式坦克，但在1943年1月，它卻把目標提高至生產600輛。然而即使它多麼努力，由於盟軍的轟炸（对迈巴赫发动机的生产影响特别大）、原材料来源有限及其他困難而使得MAN公司達不到這個期望。在1943年間，平均一個月只生產148辆豹式坦克，在1944年方達到月產315輛的產量，同年9月1日一線豹式的存量達到巔峰的2304輛，而當月卻損失了692輛。
直至戰爭完結，德國總共生產6,100輛以上豹式坦克。

## 設計特色
如果把額外安裝的火炮和車身前方的傾斜裝甲排除在外的話，豹式無疑是德國最常見的坦克設計。坦克的重量由預計的35噸增加至43噸，更被安裝了一個可以提供700匹馬力，以齒輪箱及掌控系統驅動的梅巴赫HL230P30 V-12汽油發動機，而這種發動機一般被認為只能承受連續行進700公里的負荷。為了把發動機戰鬥壽命提高和故障減到最少，開發人員在1943年後特意安裝調速器以把發動機的轉數下調至每分鐘2500轉，输出功率降低至600马力，戰鬥壽命据信提高至1000公里。此外，調速器的安裝也使得豹式行進的速度由55公里/小時下降至46公里/小時。
豹式的承載系統採交錯式路輪連接扭力桿的設計，可說是二戰中德軍坦克最好的設計，它也被法国人用在战后的AMX50重型坦克设计上。但這設計在蘇聯戰場的冬天時，常發生路輪凍結而使戰車無法動彈的情況，且也須先把外側的路輪移走才能維修在裡面的路輪，增加了維修的不方便性。豹式的懸吊系統由前方的驅動扣鏈齒輪、後方的導輪和八個塗上橡膠的鋼輪所組成，它更在每個搖臂中添上兩支扭力棒作為其懸吊系統的另外部份。因此，豹式的造價十分昂貴且很費時，但這亦為它帶來了當時無可取代的越野性能。而豹式的控制系統則以ZF公司設計的7檔AK 7-200同步齒合齒輪箱及MAN出產，以控制桿駕馭的單軸條掌控系統組成。其掌控系統允許以一個固定的軸條來驅動每個齒輪箱。當齒輪愈大，轉動的半徑就會愈大。如果其半徑比要求中大，那麼掌舵用的剎車系統就可用來收緊齒輪的轉動。由於液壓碟煞系統和循環檔系統的設計，使得豹式坦克能夠讓其中一邊的履帶依需求而單獨停止，而不須停止全部的動力。也因此，豹式坦克的最大弱點就是其最後減速齒輪裝置壽命只有很短的150公里。這是因為在戰爭期間，德國缺乏製造齒輪的機器(碰巧生產該部件的機器也缺乏必須的齒輪)，也缺乏有色金屬去加強减速器链接螺栓強度，同時發動機的轉數過高惡化了該裝置的強度消耗，才導致這個尷尬的局面。
這架坦克的乘員由五個人來擔任：駕駛員、通訊員、炮手、裝填手及車長。而其大型的斜甲則採用了均質鋼板，經過焊接及鎖扣後變得更為堅固。整個裝甲只留有兩個開孔，分別提供給給機槍手和駕駛使用。最初生產的豹式坦克车体正面只有一塊60毫米的斜甲，但不久就加厚至80毫米，一些被缴获的豹式测试报告则表明有85毫米。砲塔也採用傾斜式裝甲，占炮塔正面主要面积的炮盾则为120毫米厚。內部空間狹小，但為車長設計了一良好的頂塔，砲塔可以通過電動或手動裝置旋轉。電動轉動砲塔一周所需時間由15秒至93秒不等，這是由發動機的轉數決定的。手動旋轉手柄有2個，分別在砲長位置和裝填手位置，單個手柄旋轉一周砲塔僅旋轉0.366度，砲塔轉動一周需旋轉984週，2柄同旋需490週。而炮盾兩個開口分別為機槍和炮手的瞄準器。而坦克兩側更加上了5毫米厚的裙邊，以保護坦克不受敵人磁性地雷，以及蘇軍反坦克步槍的損害。
豹式坦克的主炮為萊茵金屬生產，攜帶79發炮彈(G型為82發)的75毫米KwK42 L70火炮。這款主炮使用了三種不同的彈藥：APCBC-HE、HE和APCR三款。而75毫米火炮在此時並不算是大口徑的火炮，但是豹式的主炮卻是二次大戰中最具威力的火炮之一。因其超長的炮管有了平直的弹道和高精确度，加上此火炮虽然穿透后效和榴弹威力上比88毫米KwK36 L56火炮要差一筹但是貫穿能力强，在1000公尺能貫穿140公釐厚的裝甲，令豹式坦克成為了戰場上的殺人機器，它实际能在正常交战距离穿透二战中参战的所有坦克前甲，包括IS-2。而且，它也裝上了兩支MG34機槍，分別安裝於炮塔上及車身斜面上，有助於掃除步兵及防空用途。在最初的D型和早期A型上没有车体机枪，乘员可以用冲锋枪从方形窗口里射击。在后期A型及所有G型上，车体机枪都安装在有K.Z.F.2型瞄具的圆枪座上。
豹式的弧形炮盾加強了防護，但是其下半部有可能會形成窩彈區使得炮彈反射擊穿駕駛艙頂，於是從44年起在G型上採用了新的加厚下部的「平下巴」炮盾設計，但是到停戰為止仍有舊型炮塔的豹式生產。
有兩種豹式指揮型-Sd.Kfz.267和268投產，它們將炮彈減到64發，取消同軸機槍並將炮盾開口填死。267用的是FU 8和FU 5電台，在車體後部裝有NR.1天線基座，上面有FU 8用的星形天線，FU 5用的棒狀天線裝在炮塔頂；268將FU 8換成了FU 7。

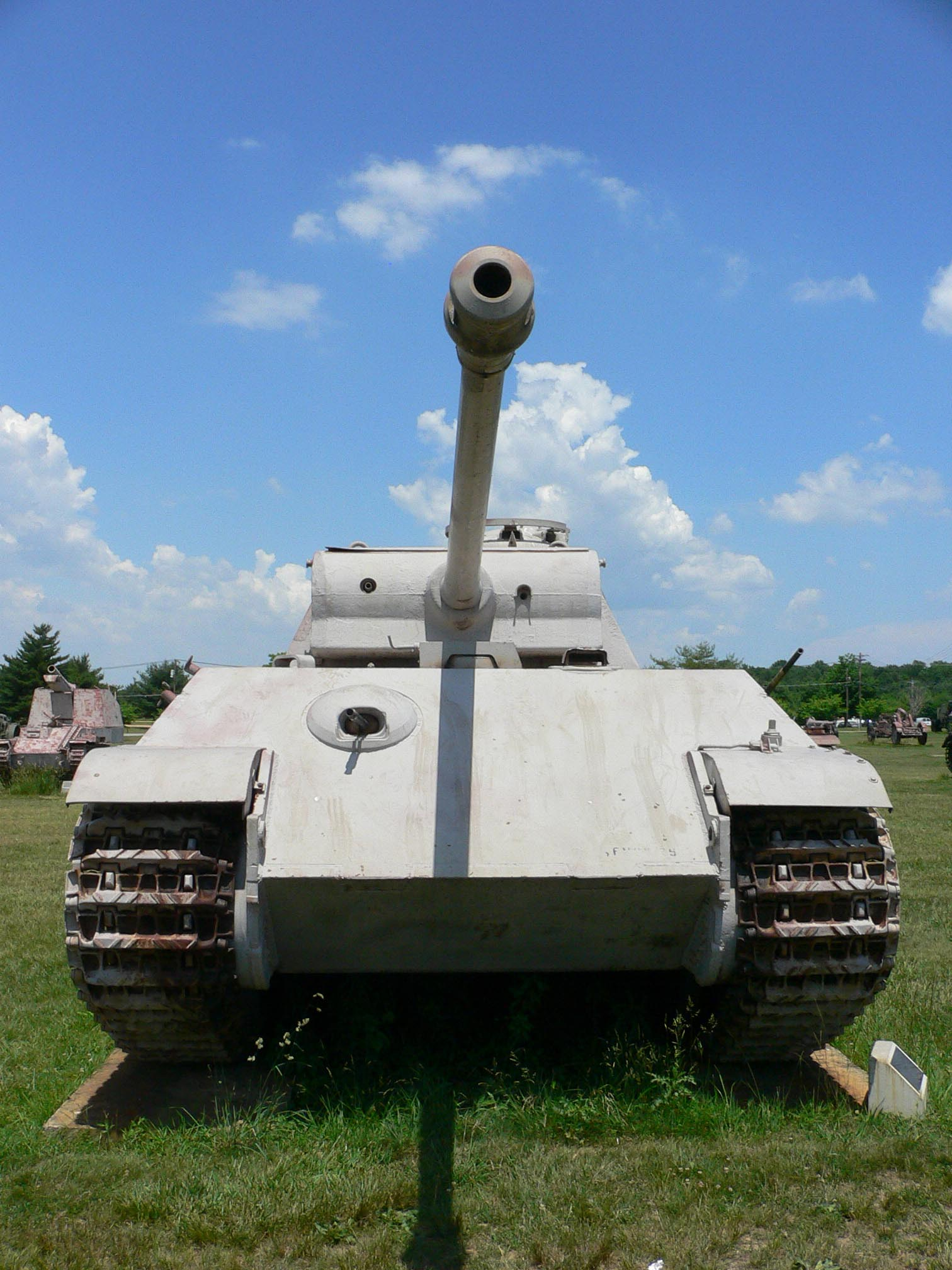
採用下巴式炮盾的豹式G型

## 戰場表現

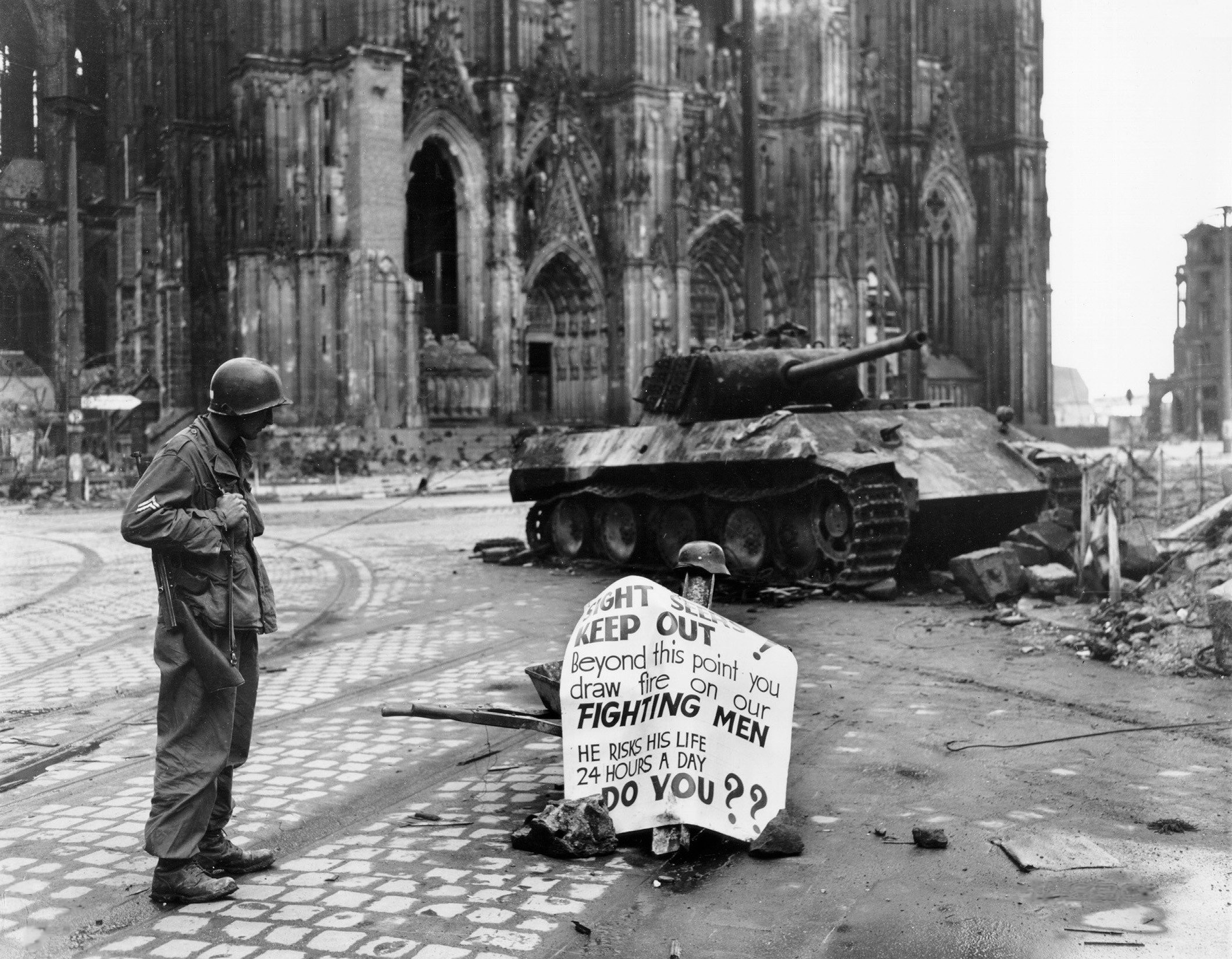
被破壞的豹式坦克，1945年4月4日美國第82空降師的波格下士在德國科隆大教堂前正在看一個警告標語；海報上寫道：「觀看者，後退！過了海報以後，你會引發我們戰鬥人員的攻擊；他能每天二十四小時都在拼老命，你可以嗎？」；這輛豹式是美軍為對抗德軍坦克所開發的M26潘興最著名的戰果之一，留有不少相片與錄像，由於劇烈燒毀的關係，該車所有的扭力棒均已失去效用。

豹式坦克首次參與的大規模戰役就是1943年7月5日對蘇聯發動的庫斯克會戰（衛城作戰）。在首度投入實戰初期，豹式坦克乘員都被諸多機械問題所困擾：例如坦克的履帶和懸吊系統時常受損；而引擎更往往因為過熱而發生火災。因此在戰事初期，很多豹式坦克都因為這些缺陷而必須退出作戰。舉例說，在1943年7月10日德軍第48裝甲團的匯報中指出，在庫爾斯克戰役爆發後，該團投入的200輛坦克在四天內已有131輛處於待修，31辆完全损失；只有38輛能夠參與作戰。而當時（由於前述技術問題而）反對希特勒過早投入豹式坦克作戰的德軍將領古德林則指出，豹式坦克的火力及防禦能力十分優良，固然很多豹式坦克因為其機械問題而受損，但它們卻擊毀了据称267辆的蘇軍坦克。 7月20日的报告则表明有41辆完好，85辆待修，16辆要送回本土修理，56辆因敌军攻击烧毁和2辆自燃烧毁。 
當德國軍方在1944年3月23日為德軍坦克和蘇軍的新式T-34/85及IS-2坦克作出評估及比較後，指出豹式坦克前端裝甲遠比蘇軍T-34/85佔優，而兩者側面及後方的防護力則基本相同；而其車身正面裝甲亦優於IS-2，但兩側和後方的裝甲卻不敵（屬於重戰車級的）IS-2，苏方也曾作過相關测试，並声称122毫米穿甲弹能在700公尺击穿豹式首上，而德国人的报告说122公釐穿甲弹能在1500公尺击穿炮塔正面、500公尺击穿炮盾，但却不能击穿豹式車體首上裝甲；而豹式的火炮能在800公尺击穿IS-2的炮塔正面、400公尺击穿120公釐炮盾，在一千公尺击穿首下。同时，豹式主炮的发射速度比IS-2快很多。从1943年至1944年間，豹式坦克可以在2,000公尺的範圍內輕易擊穿幾乎所有的盟軍戰車。
美国第8集团军於1944年在Isigny进行了豹式的射击测试，发现17磅炮用的APDS钨芯脱壳穿甲弹在400码才能击穿首上，但是由于在Balleroy的测试中能在700码击穿，有观点认为这是这批砲弹的品質不良导致。
經過庫斯克一役後，德國軍方便汲取了教訓，改进了前述多項豹式坦克的機械問題，這使得豹式戰車成為一輛可怕的戰爭機器。但是其最易损坏的部分---传动球形承轴始终不能达到令人满意的寿命。直至戰爭完結，豹式坦克已经占到德軍戰車的大多數。但是，德國軍方在後來發現安裝上Kwk 40 L/48火炮的四號坦克比豹式坦克更為符合經濟效益和務實，因此德國軍方便把兩款坦克一起生產。不过，德國繼續生產四號坦克的主因是因為德國兵工廠的重組，豹式坦克的供给量暫時不能滿足開始轉為劣勢的德军，因此必须继续生产四号坦克以保持前线坦克不断档。据称这是由于古德里安上将的坚持。
在1944年盟軍登陸諾曼第後囤駐在法國的德軍坦克幾乎一半都是豹式坦克。
而到了突出部之役的期間，豹式坦克被裝配成有如美軍M10狼獾驅逐戰車的樣子。在一些大規模行動中，豹式坦克往往會聯同偽裝成美國兵的德軍進行蒙混作戰。44年12月15日有471辆配于西线，其中400辆参加了突出部之役。到1月15日各单位报告表明282辆仍在德军手中的豹式只有97辆能作战，198辆完全损失而在整段時間中，亦有為數不少的豹式坦克被敵軍捕獲，並成為他們的裝甲部隊力量，苏军还专门给他们的豹式坦克手下发了俄文的手册。一辆外号“布谷”的豹式被英军冷溪卫队在西线战斗中使用过。

## 后续型号

### 豹II的開發

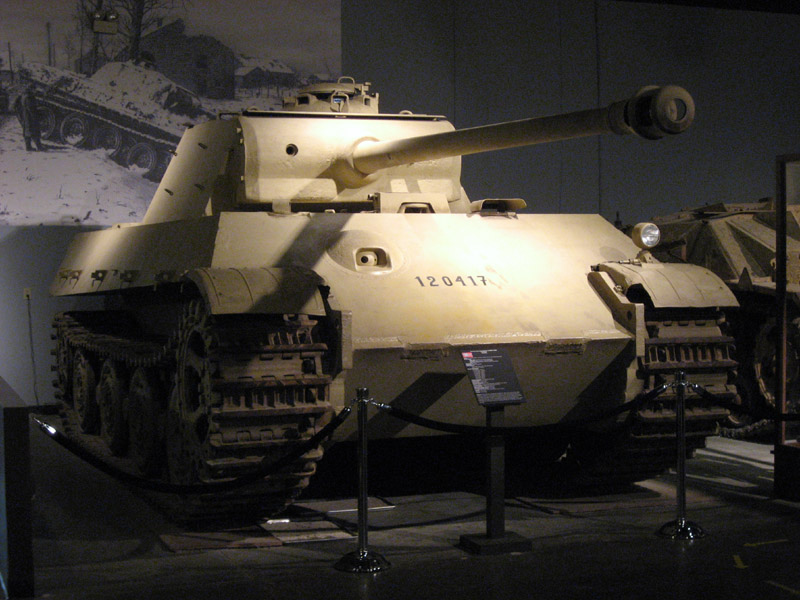
巴顿博物馆的豹II车体

豹II型坦克的首次設計工作始於1943年2月，甚至在豹式投入使用前开始了，当时还称为豹2，到了4月份更名为豹II。其主要的目的是使它與最新式的虎II重型坦克作出更高的可替換性以緩和坦克生產的壓力。兩者更共用同一種車輪、履帶、懸吊系統及剎車系統，豹II的车体前部、侧面和顶部装甲为100公釐、60公釐和30公釐。后来召开了进一步的会议讨论其他部件，比如88公釐 KwK 43 L/71主炮。3月MAN公司提出在8月完成一个样品，几种发动机被列入考虑，包括迈巴赫Maybach HL 234发动机，达到900马力。但到7月研究就中止了，这也许是因为豹II的发展本来就是元首的强行要求，而帝国军备生产部只关注如何扩大豹式的生产。 
有一个豹II的底盘制造完成，现在在美国巴顿博物馆展出，该展品上放了个豹G的炮塔。

### 豹F

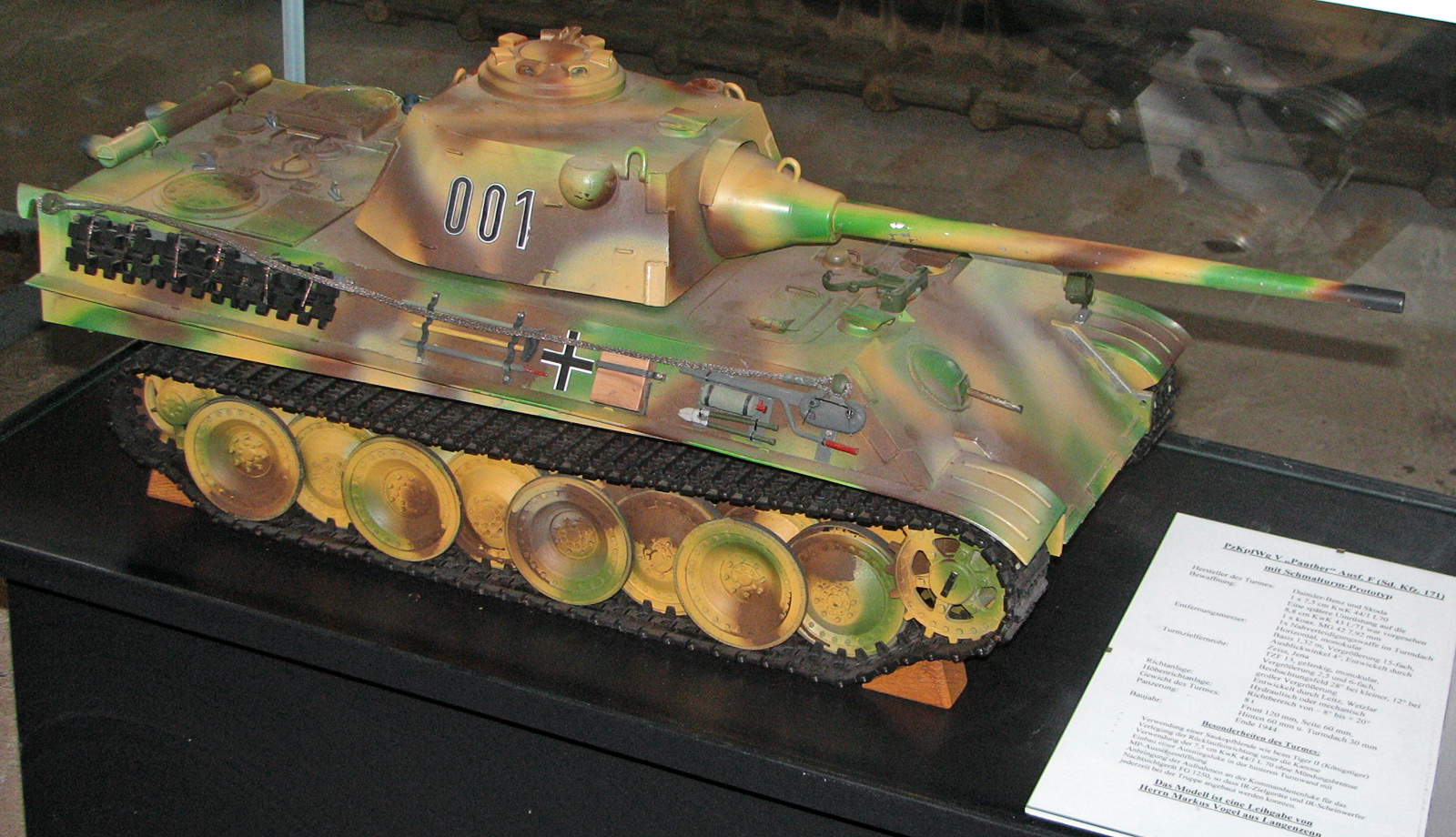
豹F的模型

豹II无疾而终后，一个比较现实的方案，豹式坦克F型的開發開始啟動，並預定在1945年4月投入生產，它们全都因战败而终结。一个是43年11月7日的计划，它有120毫米的炮塔前装甲和装在装甲后的炮盾，一个是莱茵金属提出的Turm-Panther (Schmale Blende)即小炮盾方案。有几个狭型炮塔(Schmalturm)方案提出来，它们应当装备改进型的Kwk 44/1主炮。其中一个样品在波文顿装甲博物馆展出。细炮塔方案的正面厚度120毫米，侧顶装甲增到60和40毫米并有一个类似虎王的锤形炮盾。豹F除了装有细炮塔车体前甲也稍加厚一点，炮塔重量反比正常豹式下降，并装有测距仪。有几个车体在戴姆勒-奔驰和羅斯泰爾-赫廷根公司(RH公司)工厂里制造出来，但没有一个完成使用。45年有人提出给狭型炮塔安装88MM Kwk 43主炮但是没有样品制造。而豹式更有其他的變種，如獵豹式驅逐戰車(其他型號請見下表)。

## 型號
|                                               |                     |                          |                                                |
| 型號                                          | 製造年份            | 簡介                     | 生產數目                                       |
|                                               |                     |                          |                                                |
| 豹式坦克最初型                                | 1942年11月          | 試作型                   | 2輛                                            |
| 豹式坦克D型                                   | 1943年1月-9月       | 無                       | 842輛(編號210001～210254/211001～214000)       |
| 豹式坦克A型                                   | 1943年8月-1944年6月 | 有時稱作豹式坦克A2型     | 2,192輛(151000～160000/210255～211000)         |
| 豹式坦克G型                                   | 1944年3月-1945年4月 | 無                       | 2,953輛(120301～130000)                        |
| 指揮車Befehlspanzer Panther (Pz Bef Wg)       | 1943年5月-1945年2月 | 加裝了額外的通訊器材     | 350輛 (D,A,G型分別是75,200,75此外有現地改裝的) |
| 觀察車Beobachtungspanzer Panther (Pz Beob Wg) | 1944年-1945年       | 加裝兩支機槍，木製假主炮 | 41輛                                           |
| 救濟車Bergepanther                            | 1943年-1945年       | 無砲塔的裝甲救濟車       | 347輛                                          |
| 五號防空戰車Flakpanzer Coelian                | 1944年-1945年       | 試作型                   | 1輛木製砲塔的原型車                            |

## 火力点
1943年起豹式的炮塔用作了要塞上的火力点，少部分是正常的豹式炮塔，大部分是专门生产的加强顶甲的版本。它们分成Pantherturm III - Betonsockel —水泥底座版和Pantherturm I - Stahluntersatz钢铁底座版。182个安装在大西洋长城和西防线上，48个安在哥特线和希特勒线上，36个安在东部防线上，2个做试验用。到45年3月共完成268个。它们发挥了相当大的作用。使用火力点的反坦克王牌中有一位名為赫伯特-弗里斯，于1944年5月27日因为在意大利卡西诺山战役中击毁17辆坦克而受奖。

## 戰後情況
法國陸軍在戰後為了盡快重建裝甲武力，致力於將在法國境內繳獲或是戰後自解除武裝的德軍手中接收的豹式戰車恢復到具備作戰能力，其中50輛被部署在大穆爾默隆的第503戰車戰鬥團麾下的其中一個戰車營。第501戰車戰鬥團也曾使用過豹式，一直到1949年才全面轉讓給503團。法國國防部技術局戰車處的一份名为《豹式戰車，1947》的報告書中，記錄了法軍根據實際操作豹式戰車的經驗獲得的觀察結論和建議：
- 砲塔轉向機構强度不足；當豹式處於超過20°的斜坡时，即无法转动砲塔，也无法保持砲塔的固定。
- 豹式在越野时无法射击。
- 根據战时的战斗经验，雪曼戰車在面对豹式时经常能够搶先开火。原因很大程度上是豹式砲塔轉向機構的限制。
- 豹式的主砲升降俯仰機構比较简易；用于辅助操作俯仰角的压缩氮气俯仰机构若失压，主砲的俯仰角操作就会非常困难。
- 使用7具潜望镜的车长指挥塔，具有非常好的360°全周视野，車長席另外還配有一具潛望鏡，有很大的放大倍数。
- 砲手仅有一具能够清晰观察到3000公尺距离的瞄準镜，没有自己的潜望镜。这导致车长指示目标后，砲手需要大约20-40秒才能瞄準並射击。
- 使用PzGr 40钨芯次口径穿甲弹与PzGr 39全口径穿甲弹。以及高爆榴弹。没有装备錐形装药穿甲弹。
- 懸吊機構稳定性良好，戰車可以安全地向侧面射击。
- 履带和傳動機構的寿命达到2000-3000公里。
- 引擎平均寿命是1000km。
- 主减速器平均寿命150km，是最薄弱的性能环节。
- 能够原地转向。
- 油路容易泄露汽油，排气口与散热器容易失火。
- 主砲精確度高，射程远。

到1950年年底，法國殘存的所有豹式皆被法國自行研發的ARL 44重型坦克所取代。此外法国仿制豹式的主砲生产的75毫米砲被以色列装在雪曼戰車上并沿用下去。1946年罗马尼亚接收了13辆豹式，命名为T-V戰車，它们在1948年五一节阅兵上出现并且到1950年都没有更重的坦克来代替。保加利亚戰後自蘇聯接收了15辆，但從未真正投入服役，基本都是在拆除引擎後，埋在与土耳其接壤的边境充當砲塔碉堡使用。

## 性能資料
|                         |                              |                  |                                      |
| 項目                    | 說明                         | 項目             | 說明                                 |
|                         |                              |                  |                                      |
| 乘員                    | 5人                          | 發動機燃料消耗   | 每公里3.51升                         |
| 車身重量                | 44.8公噸                     | 發動機燃料容量   | 720升                                |
| 車身長度                | 8.66米                       | 變速器型號       | ZF AK 7-200                          |
| 車身闊度                | 3.42米                       | 變速器種類       | 人手同步齒合                         |
| 車身高度                | 2.99米                       | 變速器齒輪       | 7/1                                  |
| 行進速度 (每分鐘3000轉) | 55千米/小時                  | 掌舵系統         | MAN單軸條掌舵系統                    |
| 行進速度 (每分鐘2500轉) | 46千米/小時                  | 離合器           | 薩斯LAG 3/70H                        |
| 行進範圍                | 200公里                      | 掌舵比率         | 1:1.5                                |
| 履帶型號                | Kgs 64/660/150               | 主炮型號         | KwK 42                               |
| 履帶闊度                | 660毫米                      | 主炮種類         | 坦克炮                               |
| 履帶長度                | 3.92米                       | 主炮口徑         | 7.5厘米                              |
| 懸吊系統                | 雙扭力棒                     |                  |                                      |
| 避震器                  | 車身兩邊的第二或第七個震臂上 | 主炮炮管長度     | 70倍径                               |
| 可通過垂直障礙          | 0.9米                        | 主炮最大炮口初速 | 1120米/秒, 使用PzGr 40/42型穿甲彈    |
| 可通過塹壕              | 1.9米                        | 主炮後膛         | 半自動                               |
| 可通過水位              | 1.7米                        | 主炮旋轉角度     | 360°，每秒24°                        |
| 發動機型號              | 梅巴赫HL230P30               | 主炮提升角度     | +18/-8°                              |
| 發動機種類              | V12 4衝程                    | 攜帶炮彈         | 79發，G型82發                        |
| 發動機馬力              | 700匹馬力                    | 瞄準器型號       | Leitz TZF 12 (D型)，TZF 12a (A及G型) |
| 發動機排水量            | 29.095升                     | 瞄準器放大倍數   | 2.5及5倍變焦                         |
| 發動機壓縮比率          | 6.8:1                        | 瞄準器視野       | 28及14°                              |
| 發動機燃料              | 汽油驅動                     | 通訊設備         | Fu 5 發報機及收報機，Fu2收報機       |

## 流行文化

### 電子遊戲
- 《戰爭雷霆》
- 《戰車世界》
- 《應徵入伍》
- 《集火地獄》

## 註腳
1. ↑  由于德国人作的总结报告估计的是车体以30度角对敌时的击穿距离，因此首上的防护能力都大大加强，概括为豹对T-34-85,IS-2和M4A4的炮塔正面和首上击穿距离分别为：2000/300m,800/600m,2500/100m，而三者对豹的击穿距离为500/0m,1500/0m和700/0m。[19]
2. ↑  豹式的炮盾没有覆盖住整个炮塔正面所以这里的炮塔正面是单独计算，但虎式和IS-2来说它们的炮盾就相当于整个炮塔正面。
3. ↑  关于对豹式的穿透试验，尽管ZALOGA在New.Vanguard.007.-.IS-2.Heavy.Tank.1944-73中说D-25T能将豹式从头穿至尾，这很可能是翻译错误，因俄文书籍Экспринт - Бронетанковый фонд - Тяжёлые танки ИС中记载，D-25T对四号才是从头至尾击穿，而且battlefield.ru提到了122炮测试时曾经对豹式炮塔侧面对穿a

## 外部連結
- Littlefield Panther
- AFV Database（页面存档备份，存于）
- Panther （页面存档备份，存于）, and Panther II at Achtung Panzer!
- Panthers survivors （页面存档备份，存于） - A PDF file presenting the Panther tanks
- 1943 US Intelligence Report on Panther Tank （页面存档备份，存于）
- A photo-slide show of the Panther tank （页面存档备份，存于）
- Pantherfiebel: A manual for the panther tank
- Panther II tank photos @ 5 Star General site （页面存档备份，存于）
- Tank duel at the cologne cathedral （页面存档备份，存于） Pershing vs. Panther